# Zorica Vojinović
Zorica Vojinović, född den 27 juni 1958 i Crvenka, Jugoslavien, är en jugoslavisk handbollsspelare.
Hon tog OS-silver i damernas turnering i samband med de olympiska handbollstävlingarna 1980 i Moskva.